# Station Kettering
Kettering is een spoorwegstation van National Rail in Kettering, Kettering in Engeland. Het station is eigendom van Network Rail en wordt beheerd door East Midlands Railway. Het station is geopend in 1857.